# Segunda División Peruana 1989
La Segunda División Peruana 1989 fue jugado por 20 equipos. Tuvo como participantes a 14 elencos del departamento de Lima, 4 de la provincia constitucional del Callao y 2 del departamento de Ica.
Sport Boys logró el título del torneo obteniendo el ascenso al Campeonato Descentralizado 1990.

## Ascensos y descensos 1988
| Posición | al Descentralizado 1989 |
| -------- | ----------------------- |
| 01°      | Defensor Lima           |

| Posición | del Descentralizado 1988 |
| -------- | ------------------------ |
| 12°      | Guardia Republicana      |

| Posición | de Copa Perú 1988 (Reg. IV) |
| -------- | --------------------------- |
| 01°      | Bella Esperanza             |
| 02°      | Sport Puerto Aéreo          |

| Posición      | a Copa Perú 1989          |
| ------------- | ------------------------- |
| 10° (Z.Norte) | Alcides Vigo              |
| 11° (Z.Norte) | Atlético Chalaco          |
| 10° (Z.Sur)   | Grumete Medina            |
| 11° (Z.Sur)   | Once Estrellas de Chincha |

## Equipos participantes
| Club                    | Ciudad      | Estadio                 | Entrenador        |
| ----------------------- | ----------- | ----------------------- | ----------------- |
| Atlético Independiente  | Cañete      | Roberto Yáñez           | Victorino Vicente |
| Aurora Miraflores       | Lima        | Unión Barranco          |                   |
| Bella Esperanza         | Cerro Azul  | Roberto Yáñez           |                   |
| Defensor Kiwi           | Lima        | Municipal de Chorrillos |                   |
| Defensor Rímac          | Lima        | Tahuantinsuyo           |                   |
| Deportivo Aviación      | Pisco       | Teobaldo Pinillos       |                   |
| Deportivo Citen         | Callao      | Telmo Carbajo           | Gerardo Olaya     |
| Deportivo Enapu         | Callao      | Telmo Carbajo           | Pedro Maldonado   |
| Enrique Lau Chun        | Lima        | Nacional                |                   |
| Esther Grande de Bentín | Lima        | Nacional                |                   |
| E.T.E.                  | Lima        | Municipal de Chorrillos |                   |
| Guardia Republicana     | Lima        | Nacional                |                   |
| Hijos de Yurimaguas     | Ventanilla  | Municipal de Ventanilla | Héctor Chumpitaz  |
| Juventud La Palma       | Huacho      | Segundo Aranda Torres   |                   |
| Juventud Progreso       | Barranca    | Municipal de Barranca   | Pedrito Ruiz      |
| Lawn Tennis             | Lima        | Lawn Tennis             | Roberto Drago     |
| Real Olímpico           | Lima        | San Martín de Porres    |                   |
| Sport Boys              | Callao      | Telmo Carbajo           | Sabino Bártoli    |
| Sport Puerto Aéreo      | La Tinguiña | José Picasso Peratta    |                   |
| Walter Ormeño           | Imperial    | Oscar Ramos Cabieses    |                   |

## Primera fase
Eran 20 equipos divididos en dos zonas:
| Zona Norte: - Sport Boys - Callao a liguilla de promoción * - Hijos de Yurimaguas - Ventanilla a liguilla de promoción - Juventud La Palma - Huacho a liguilla de promoción - Deportivo Enapu - Callao - Lawn Tennis - Real Olímpico - Juventud Progreso - Deportivo C.I.T.E.N. - Defensor Rímac - Esther Grande de Bentín a Copa Perú 1990 | Zona Sur - Guardia Republicana a liguilla de promoción * - Bella Esperanza a liguilla de promoción - Defensor Kiwi a liguilla de promoción - Enrique Lau Chun - Walter Ormeño - Sport Puerto Aéreo - Independiente - Aurora Miraflores - E.T.E. - Deportivo Aviación a Copa Perú 1990 |

*Sport Boys y Republicana recibieron dos puntos de bonificación por ganar sus Zonas

## Liguilla Final
| Pos. | Equipo              | PJ | PG | PE | PP | GF      | GC      | DG  | PTS |
| ---- | ------------------- | -- | -- | -- | -- | ------- | ------- | --- | --- |
| 1    | Sport Boys *        | 10 | 8  | 1  | 1  | 21      | 5       | +16 | 19  |
| 2    | Juventud La Palma * | 10 | ?? | ?? | ?? | No Disp | No Disp | ??  | ??  |
| 3    | Guardia Republicana | 10 | ?? | ?? | ?? | No Disp | No Disp | ??  | ??  |
| 4    | Deportivo Enapu     | 10 | ?? | ?? | ?? | No Disp | No Disp | ??  | ??  |
| 5    | Defensor Kiwi       | 10 | ?? | ?? | ?? | No Disp | No Disp | ??  | ??  |
| 6    | Bella Esperanza     | 10 | ?? | ?? | ?? | No Disp | No Disp | ??  | ??  |

|  | Clasificado a Descentralizado 1990 |
|  | Clasificado a Repechaje.           |

| Perú                 |
| Campeón              |
| Sport Boys 1º título |

## Repechaje
| 28 de marzo de 1990 | Juventud La Palma | 0:0 | San Agustín | Segundo Aranda Torres, Huacho |  |

|  | San Agustín | 1:1 | Juventud La Palma |  |  |

Partido extra
| 3 de abril de 1990 | San Agustín | 1:1 (5:4 pen) | Juventud La Palma | Roberto Yáñez, San Vicente de Cañete |  |

- San Agustín a Descentralizado 1990[3][4][5]
- Juventud La Palma a Segunda División Peruana 1990